# Festa do viajante do tempo de Hawking

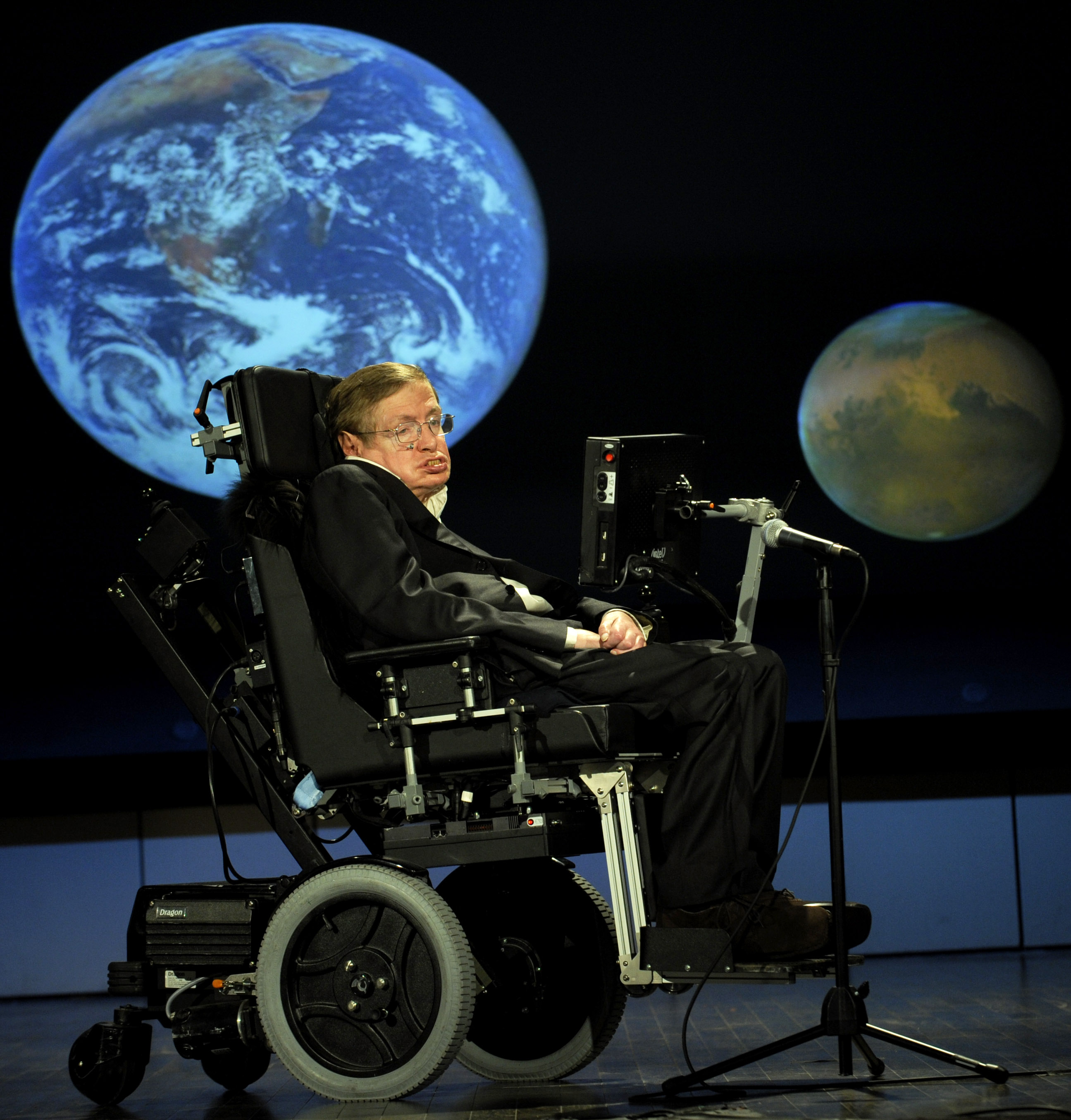
Stephen Hawking em 2008

Em 28 de junho de 2009, o astrofísico britânico Stephen Hawking organizou uma festa para viajantes do tempo na Universidade de Cambridge. O físico providenciou balões, champanhe e petiscos para seus convidados, mas não enviou os convites até o dia seguinte, após o término da festa.
A festa foi realizada no Gonville and Caius College na Trinity Street às 12:00 HU em 28 de junho de 2009. Ao se preparar para o evento, Hawking disse que esperava que cópias do convite pudessem sobreviver por milhares de anos e que “um dia alguém que vivesse no futuro encontrasse a informação e usasse uma máquina do tempo de buraco de minhoca para voltar à minha festa, provando que a viagem no tempo um dia será possível”.
Os convites diziam que o leitor estava “cordialmente convidado para uma recepção para viajantes do tempo” e que não era necessário confirmar presença. Hawking esperou na sala por algumas horas antes de sair, e nenhum visitante chegou. Ele considerou o evento como “evidência experimental de que a viagem no tempo não é possível”.

## Vídeo
- Stephen Hawking – Time Traveller’s Party no YouTube